# Burgstall Sendling
Der Burgstall Sendling  ist eine abgegangene hochmittelalterliche Niederungsburg auf 548 m ü. NHN auf dem Areal zwischen Conwentz-, Gerbl- und Heilmannstraße, unmittelbar auf dem Isarhochufer über dem Hinterbrühler See von Sendling, einem Stadtteil der Landeshauptstadt München in Bayern. 
Die Anlage ist nicht als Bodendenkmal im Bayernatlas verzeichnet.

## Geschichte
1268 wird die „curia Sendling“ als die Stammburg des Adelsgeschlechts der Sentilinger genannt. 1288 erscheint die Burg im Urkundenbuch des Münchner Angerklosters. Im späten 13. Jahrhundert war die Burg bereits aufgegeben.